# Акногайский диалект
Акногайский диалект — диалект ногайского языка, который используется в Ногайском, Адыге-Хабльском, Хабезском районах Карачаево-Черкессии и в аулах Карамурзинский и Канглы Ставропольского края.
Для акногайского диалекта характерны следующие особенности. К фонетическим относят: преимущественное наличие в начальной позиции звука ж из чередующихся по диалектам й ~ ж ~ дж; наличие глухого п вместо звонкого б в других диалектах в словах пышак (вместо бышак) «нож», пише (вместо бише) «жена», пытак (вместо бытак || бутак) «ветка, сук» и прочее; а также устойчивость звонкого з в местоименных аффиксах первого и второго лица множественного числа. К грамматическим: преимущественное оформление аффикса причастия будущего времени на -ыр/-ир (вместо -ар/-эр в других диалектах); оформление аффикса причастия -ыяк/-иек (вместо -аяк/-эек, -аджак/-эджек в других диалектах); побудительная частица -аш/-эш, например, бар-а́ш «иди-ка», кел-е́ш «приди-ка» (вместо ба́р-шы, ке́л-ши в других диалектах); различное оформление личных аффиксов -ман/-мен и -сан/-сенсинъ (вместо -мын/-мин и -сынъ/-синъ в других диалектах). Также в акногайском диалекте отмечается слабое распространение слов арабского и персидского происхождений, а также значительный пласт старых заимствований из русского языка.